# 什德利夫齊 (古西亞京區)
49°0′28″N 26°12′34″E / 49.00778°N 26.20944°E
什德利夫齊（烏克蘭語：Шидлівці），是烏克蘭的村落，位於該國西部捷爾諾波爾州，由喬爾特基夫區負責管轄，處於茲布魯奇河右岸，距離博德納里夫卡2公里，始建於1420年，面積1.67平方公里，2001年人口241。